# Saison 4 de Canada's Drag Race
La quatrième saison de Canada's Drag Race est diffusée pour la première fois le 16 novembre 2023 sur Crave au Canada et sur WOW Presents Plus à l’international.
En novembre 2022, l’émission est renouvelée pour sa quatrième saison. Le jury est composé de Brooke Lynn Hytes, Brad Goreski et Traci Melchor. Le casting est composé de onze candidates et est annoncé le 18 octobre 2023 sur les réseaux sociaux.
La gagnante de la saison reçoit un an d'approvisionnement de maquillage chez Pharmaprix et 100 000 dollars canadiens.
La gagnante de la saison est Venus, avec comme seconde Aurora Matrix.

## Candidates
Les candidates de la quatrième saison de Canada's Drag Race sont :
(Les noms et âges donnés sont ceux annoncés au moment de la compétition.)
| Candidate                 | Âge | Résidence                       | Classement        |
| ------------------------- | --- | ------------------------------- | ----------------- |
| Venus                     | 27  | Vancouver, Colombie-Britannique | Gagnante          |
| Aurora Matrix             | 23  | Toronto, Ontario                | Seconde           |
| Denim                     | 24  | Montréal, Québec                | 3e place 4e place |
| Nearah Nuff               | 22  | Calgary, Alberta                | 3e place 4e place |
| Melinda Verga             | 44  | Edmonton, Alberta               | 5e place          |
| Kiki Coe                  | 35  | Ottawa, Ontario                 | 6e place          |
| Aimee Yonce Shennel       | 31  | Ottawa, Ontario                 | 7e place 8e place |
| Kitten Kaboodle           | 57  | Toronto, Ontario                | 7e place 8e place |
| Luna DuBois               | 24  | Toronto, Ontario                | 9e place          |
| The Girlfriend Experience | 31  | Vancouver, Colombie-Britannique | 10e place         |
| Sisi Superstar            | 31  | Montréal, Québec                | 11e place         |

## Progression des candidates
|            |                           | Épisode | Épisode | Épisode | Épisode | Épisode | Épisode | Épisode | Épisode | Épisode  |
| 1          | 2                         | 3       | 4       | 5       | 6       | 7       | 8       | 9       |         |          |
| ---------- | ------------------------- | ------- | ------- | ------- | ------- | ------- | ------- | ------- | ------- | -------- |
| Candidates | Venus                     | WIN     | HIGH    | SAFE    | SAFE    | HIGH    | HIGH    | HIGH    | HIGH    | GAGNANTE |
| Candidates | Aurora Matrix             | SAFE    | SAFE    | WIN     | SAFE    | BTM2    | TOP2    | WIN     | LOW     | SECONDE  |
| Candidates | Denim                     | TOP2    | SAFE    | HIGH    | HIGH    | SAFE    | LOW     | BTM2    | WIN     | ÉLIMINÉE |
| Candidates | Nearah Nuff               | LOW     | SAFE    | SAFE    | BTM2    | SAFE    | WIN     | HIGH    | BTM2    | ÉLIMINÉE |
| Candidates | Melinda Verga             | LOW     | HIGH    | SAFE    | LOW     | WIN     | HIGH    | SAFE    | ELIM    | INVITÉE  |
| Candidates | Kiki Coe                  | HIGH    | SAFE    | LOW     | WIN     | LOW     | BTM3    | ELIM    |         | INVITÉE  |
| Candidates | Aimee Yonce Shennel       | SAFE    | SAFE    | HIGH    | BTM2    | SAFE    | ELIM    |         |         | INVITÉE  |
| Candidates | Kitten Kaboodle           | SAFE    | WIN     | BTM2    | HIGH    | HIGH    | ELIM    |         |         | INVITÉE  |
| Candidates | Luna DuBois               | SAFE    | BTM2    | SAFE    | SAFE    | ELIM    |         |         |         | INVITÉE  |
| Candidates | The Girlfriend Experience | SAFE    | LOW     | ELIM    |         |         |         |         |         | INVITÉE  |
| Candidates | Sisi Superstar            | LOW     | ELIM    |         |         |         |         |         |         | INVITÉE  |

 La candidate a gagné le défi.
 La candidate a été une des deux meilleures candidates de la semaine mais a perdu le lip-sync.
 La candidate a reçu des critiques positives des juges et a été déclarée sauve.
 La candidate a été déclarée sauve.
 La candidate a reçu des critiques négatives des juges et a été déclarée sauve.
 La candidate a reçu des critiques négatives des juges et a été sauvée par la gagnante de l'épisode.
 La candidate a été en danger d'élimination.
 La candidate a été éliminée.

## Lip-syncs
| Épisode | Candidate                                            | vs.                                                  | Candidate                                            | Chanson                          | Artiste                                      | Gagnante                  |
| ------- | ---------------------------------------------------- | ---------------------------------------------------- | ---------------------------------------------------- | -------------------------------- | -------------------------------------------- | ------------------------- |
| 1       | Denim                                                | vs.                                                  | Venus                                                | Feel It In My Bones              | Tiestö ft. Tegan and Sara                    | Venus                     |
| Épisode | Candidate                                            | vs.                                                  | Candidate                                            | Chanson                          | Artiste                                      | Candidate éliminée        |
| 2       | Luna DuBois                                          | vs.                                                  | Sisi Superstar                                       | I'm With You                     | Avril Lavigne                                | Sisi Superstar            |
| 3       | Kitten Kaboodle                                      | vs.                                                  | The Girlfriend Experience                            | Tongue                           | Rêve                                         | The Girlfriend Experience |
| 4       | Aimee Yonce Shennel                                  | vs.                                                  | Nearah Nuff                                          | Come Through                     | Priyanka ft. Lemon                           | Aucune                    |
| 5       | Aurora Matrix                                        | vs.                                                  | Luna DuBois                                          | She's All I Wanna Be             | Tate McRae                                   | Luna DuBois               |
| Épisode | Candidate                                            | vs.                                                  | Candidate                                            | Chanson                          | Artiste                                      | Gagnante                  |
| 6       | Kitten Kaboodle                                      | vs.                                                  | Melinda Verga                                        | That Don't Impress Me Much       | Shania Twain                                 | Melinda Verga             |
| 6       | Aurora Matrix                                        | vs.                                                  | Denim                                                | I'm Not Here to Make Friends     | Sam Smith, Calvin Harris, Jessie Reyez       | Aurora Matrix             |
| 6       | Aimee Yonce Shennel                                  | vs.                                                  | Nearah Nuff                                          | Fever Dreamer                    | SG Lewis, Charlotte Day Wilson, Channel Tres | Nearah Nuff               |
| 6       | Kiki Coe                                             | vs.                                                  | Venus                                                | Uninvited                        | Alanis Morissette                            | Venus                     |
| 6       | Aurora Matrix                                        | vs.                                                  | Melinda Verga                                        | Boys Wanna Be Her                | Peaches                                      | Aurora Matrix             |
| 6       | Nearah Nuff                                          | vs.                                                  | Venus                                                | Pull Up                          | Keys N Krates                                | Nearah Nuff               |
| 6       | Aurora Matrix                                        | vs.                                                  | Nearah Nuff                                          | Black Velvet                     | Alannah Myles                                | Nearah Nuff               |
| Épisode | Candidate                                            | vs.                                                  | Candidate                                            | Chanson                          | Artiste                                      | Candidate éliminée        |
| 6       | Aimee Yonce Shennel vs. Kiki Coe vs. Kitten Kaboodle | Aimee Yonce Shennel vs. Kiki Coe vs. Kitten Kaboodle | Aimee Yonce Shennel vs. Kiki Coe vs. Kitten Kaboodle | I Will Love Again                | Lara Fabian                                  | Aimee Yonce Shennel       |
| 6       | Aimee Yonce Shennel vs. Kiki Coe vs. Kitten Kaboodle | Aimee Yonce Shennel vs. Kiki Coe vs. Kitten Kaboodle | Aimee Yonce Shennel vs. Kiki Coe vs. Kitten Kaboodle | I Will Love Again                | Lara Fabian                                  | Kitten Kaboodle           |
| 7       | Denim                                                | vs.                                                  | Kiki Coe                                             | Seven Day Fool                   | Jully Black                                  | Kiki Coe                  |
| 8       | Melinda Verga                                        | vs.                                                  | Nearah Nuff                                          | I Didn't Just Come Here to Dance | Carly Rae Jepsen                             | Melinda Verga             |
| Épisode | Candidate                                            | vs.                                                  | Candidate                                            | Chanson                          | Artiste                                      | Gagnante                  |
| 9       | Aurora Matrix                                        | vs.                                                  | Venus                                                | Try                              | Nelly Furtado                                | Venus                     |

 La candidate a remporté le lip-sync et la saison.
 La candidate a gagné le lip-sync et a été déclarée meilleure candidate de l'épisode.
 La candidate a été éliminée après sa première fois en danger d'élimination.
 La candidate a été éliminée après sa deuxième fois en danger d'élimination.
 La candidate a remporté le premier round du Lip Sync Slay Off.
 La candidate a remporté le deuxième round du Lip Sync Slay Off.

## Juges invités
Cités par ordre chronologique :
- Tegan and Sara, groupe de musique canadien ;
- Ra'Jah O'Hara, drag queen américaine ;
- Rêve, chanteuse canadienne ;
- Christian Allaire, écrivain canadien ;
- Jaida Essence Hall, drag queen américaine ;
- Winnie Harlow, mannequin canadienne ;
- Luann de Lesseps, mannequin et personnalité télévisée américaine ;
- Sarain Fox, activiste canadienne ;
- Nelly Furtado, chanteuse luso-canadienne.

## Épisodes
| ÉQUIPE    | ÉQUIPE 1       | ÉQUIPE 1 | ÉQUIPE 1       | ÉQUIPE 2        | ÉQUIPE 2      | ÉQUIPE 3      | ÉQUIPE 3                  | ÉQUIPE 3 | ÉQUIPE 4            | ÉQUIPE 4    | ÉQUIPE 4    |
| --------- | -------------- | -------- | -------------- | --------------- | ------------- | ------------- | ------------------------- | -------- | ------------------- | ----------- | ----------- |
| CANDIDATE | Denim          | Kiki Coe | Sisi Superstar | Kitten Kaboodle | Melinda Verga | Aurora Matrix | The Girlfriend Experience | Venus    | Aimee Yonce Shennel | Luna DuBois | Nearah Nuff |
| GEMME     | Pierre de lune | Émeraude | Améthyste      | Tourmaline      | Zircon        | Jade          | Perle                     | Diamant  | Saphir              | Topaze      | Rubis       |

| ÉQUIPE    | THE VIXENS          | THE VIXENS | THE VIXENS      | THE VIXENS    | THE VIXENS                | THE LOVE BUGS | THE LOVE BUGS | THE LOVE BUGS | THE LOVE BUGS | THE LOVE BUGS |
| --------- | ------------------- | ---------- | --------------- | ------------- | ------------------------- | ------------- | ------------- | ------------- | ------------- | ------------- |
| CANDIDATE | Aimee Yonce Shennel | Kiki Coe   | Kitten Kaboodle | Melinda Verga | The Girlfriend Experience | Aurora Matrix | Denim         | Luna DuBois   | Nearah Nuff   | Venus         |

| CANDIDATE  | Aimee Yonce Shennel | Aurora Matrix | Denim     | Kiki Coe         | Kitten Kaboodle   | Luna DuBois   | Melinda Verga  | Nearah Nuff       | Venus      |
| PERSONNAGE | Jésus-Christ        | Song Bing     | Julia Fox | Elizabeth Taylor | Jennifer Coolidge | Mary M. Cosby | Manny Pacquiao | Jennifer Coolidge | Joe Exotic |

| CANDIDATE           | Aurora Matrix            | Denim              | Kiki Coe           | Melinda Verga    | Nearah Nuff        | Venus                        |
| PÉRIODE REPRÉSENTÉE | La carrière de ballerine | Canada's Drag Race | Les débuts en drag | L'enfance        | RuPaul's Drag Race | La défaite face à Yvie Oddly |
| GENRE               | Ballet                   | Gospel             | Cabaret            | Comédie musicale | Pop                | Opéra                        |